# Carl Gustav Ericson
Carl Gustav Ericson, född 22 juli 1878 i Bro Värmland, död 8 april 1947 i Arvika, svensk konstsmed och ciselör även känd som Carl Erco.
Ericson etablerade sig i Arvika som urmakare. Han hade ett stort intresse för hembygd, släktforskning och kulturhistoria. Ericson var även författare och diktare samt kåserade (ofta på värmländska). Ericson har utfört ett stort antal arbeten för olika kyrkobyggnader samt prydnadsföremål i silver. Han är representerad i Nationalmuseum och H.M. Konungens samlingar. Han var lokalredaktör för Karlstads-Tidningen och gav ut en bok om de västvärmländska järnbruken.